# Castillon-Savès
Castillon-Savès é uma comuna francesa na região administrativa de Occitânia, no departamento de Gers. Estende-se por uma área de 11,96 km². Em 2010 a comuna tinha 350 habitantes (densidade: 29,3 hab./km²).